# M9-es autóút (Magyarország)

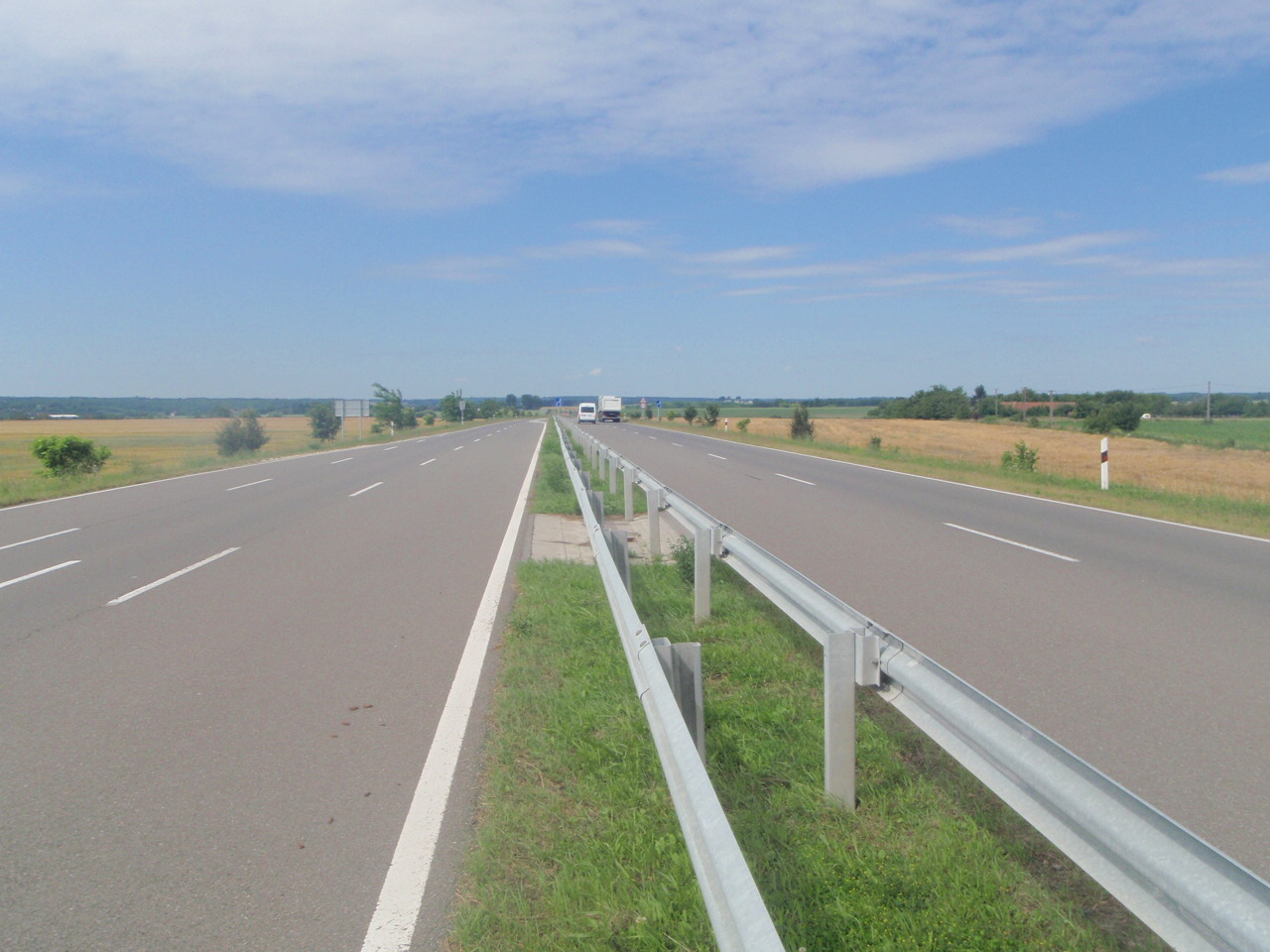
Kaposvár elkerülő, jelenleg autóút, a 61-es főút része, a jövőben az M9-es autóút egy szakasza

Az M9-es autóút a Budapest központú, sugaras gyorsforgalmi úthálózat oldására építendő gyűrű irányú úthálózati elem. Útvonala csak mintegy iránymutatásként lett kijelölve, végleges nyomvonala még egyeztetés tárgyát képezi. A legújabb tervek szerint a Nagycenk (M85) – Szombathely – M86-os – Püspökmolnári – M8-as – Zalaegerszeg – Nagykanizsa – M7-es – Inke, 61-es főút – Kaposvár –  Dombóvár –  Szekszárd – M5-ös – Szatymaz – Szeged útvonalon haladna. Az M86-os és az M7-es közötti szakasz a TEN-T hálózat része.
Az eddigi tervekkel ellentétben, a legújabb, 2019-es Országos Területrendezési Terv újra a tervek közé sorolta a Szombathely–Nagycenk szakaszt, melyet korábban visszaminősítettek, és főútként kívántak megépíteni.

## Története
Ezidáig még csak egy nagyon rövid (20,6 kilométeres) szakasz készült el, és az sem teljes kiépítettségben, hanem csak 2×1 sávos autóútként (ez a tervek szerint a későbbi autópálya jobb pályája lenne). A megépült út a 6-os főutat köti össze az 51-es főúttal, és magába foglalja a bogyiszlói Szent László Duna-hidat. Építése 2001 második felében indult meg, 2003. július 3-án adták át a forgalomnak. Az útszakasz kezelője és karbantartója a Magyar Közút Zrt.
Egy másik elkészült szakasza a kaposvári, kaposújlaki és kaposmérői elkerülő út, mely jelenleg nagyrészt még csak 2×1 és 2×2 sávos autóút, műtárgyait viszont 4 sávra tervezve építették ki, így könnyen autópályává fejleszthető. Az útszakasz egyelőre a 61-es főút része.
A majdani autópálya további részei még csak tervezési fázisban vannak. Ezek közül a legelőrehaladottabb állapotban az M9-es Szekszárd (5112-es út, Palánki úti körforgalmi csomópont) és Kaposvár (61-es elkerülő út keleti vége) közötti szakasz van, melynek tervezése 2009-ben indult meg a tanulmánytervnek, az előzetes környezetvédelmi vizsgálati dokumentációnak, valamint a nyomvonal miniszteri rendeletben történő kihirdetéséhez szükséges dokumentációinak elkészítésével. 2015 szeptemberében azt is bejelentették, hogy a Kaposvár–Szekszárd közötti szakasz megkapta a környezetvédelmi engedélyt. A településrendezési terv szükséges módosításait Kaposvár önkormányzata már elfogadta, de a konkrét kivitelezés dátuma még nem lett kitűzve.
2010-ben elkezdődött az M9-es autópálya 51-es és 54-es számú főutak közötti 12,3 kilométeres szakaszának kiépítése is. A kormány az 1653/2012. (XII. 19.) kormányhatározatban foglaltak, a Vegyépszer csődje, részben pedig a jelentős régészeti költségek miatt állt el a megvalósítástól és visszavonta a kiemelt uniós projekt státuszt. Az építésre kapott, majdnem 13 milliárd forintnyi uniós támogatást is visszavonták.

### Vasvár-Zalaegerszeg-Misefa/R76 szakasz
2015 áprilisában Lázár János kancelláriaminiszter bejelentette, hogy döntés született az M9-es autóút egy újabb szakaszának megépítéséről Vasvár és Zalaegerszeg között. Mivel Zalaegerszeg nehezen megközelíthető megyeszékhely, az M9-es autóúton és a szintén épülő M8-as autóúton keresztül tervezik bekötni a gyorsforgalmi úthálózatba.
A nyomvonal előzményei a 2006-tól induló előkészítő munkák, nyomvonalváltozatok voltak. Az előzetes környezeti vizsgálati eljárásra elkészített tervezeteket 2009-ben több település fellebbezése miatt nem lehetett lezárni, később pedig a kezdeményezést – anyagi források hiányában – inkább csak az M9 Térségi Fejlesztési Tanács tartotta napirenden. 2015-ben újraindult a környezeti hatásvizsgálat, majd 2016 februárjában további átkötő nyomvonallal egészítették ki azt. A nyomvonal vizsgálata a Vasvár–Nagykanizsa közötti szakaszra terjed ki.
2016 decemberében közbeszerzést írtak ki az M9-es autóút 2×2 sávos, Vasvár-Zalaegerszeg közötti, 38 kilométeres szakaszának a tervezésére. A szakasz kezdete a 8-as főút, vége Misefa térsége, ahol a tervek szerint az M9-es autóút és R76-os gyorsút találkozik majd. A szakasz építésének célja, hogy elősegítse Zalaegerszeg bekötését a gyorsforgalmi úthálózatba. A vele párhuzamos 74-es főút forgalma csak a Zalaegerszeg városát elkerülő – a 76-os főúttal közös – szakaszán éri el a 9627 jármű/nap, 11458 E/nap értéket, egyéb szakaszain 4000-5000 jármű/nap érték között mozog.

## Az építésre előkészített, de félbehagyott szakasz
2010-ben kezdődött el az 51-es és az 54-es főutak közötti szakasz építése 2×1 (a csomópontok környékén 2 × 2) forgalmi sávos kiépítéssel 12,3 km hosszban. Külön szintű csomópont épül az 51-es és az 54-es főútnál is. A beruházás öt település közigazgatási területét érinti: Dusnok, Sükösd, Érsekhalma, Nemesnádudvar és Hajós. Az építés során 2 külön szintű csomópontot alakítanak ki, amelyek közül az M9 autóút és az 54-es főút csomópontja ideiglenes végcsomópont. Tizenegy műtárgyat építenek meg: öt-öt aluljárót és felüljárót, valamint egy halastó-keresztezést 4 × 1,69 méteres áteresszel. Létesül még hét vad-, illetve hüllőátjáró, valamint 900 méter hosszon az út mindkét oldalán zajárnyékoló fal is. Az autóútnak eredeti tervek szerint 2010. október 30-ra el kellett volna készülnie, amit a 2009-es közbeszerzési eljárás elhúzódása, majd többlet régészeti feltárások is hátráltattak. Az építési munkák 2011 óta nem folytatódtak. Az 51-es és 54-es főút közötti szakasz 3%-os készültségnél megtorpant. Az 54-es és 53-as főút közötti szakasz megépítése Loppert Dániel, a NIF kommunikációs vezetője szerint előre láthatóan csak a 2021–2024-es uniós költségvetési ciklusban lesz lehetséges.
2021. májusában bejelentették az autóút továbbépítésének előkészületét az 51-es főút és az 53-as főút között. Először 2x1 sávos kivitelben készül el az autóút két különszintű csomóponttal, amit a későbbiekben alakítanak át 2x2 sávos leállósáv nélküli autóúttá. 2021. szeptember 28-án bejelentették, hogy az UTIBER Kft., az UVATERV Zrt. és a Pannonway Kft. készítheti elő az M9-es gyorsforgalmi út 51-es főút és 54-es főút közötti szakaszának terveit.

## A kezdőpont kérdése
Korábban hosszadalmas vita zajlott az autóút nyugati kezdőpontjáról. Többször módosították a terveket, hol Sopron, hol Szombathely lett megjelölve az út végeként. A legújabb, 2019-es tervek szerint az út vége Sopronhoz közel, az M85-ösnél lesz, Nagycenk határában.

## 9-es főút
Az M9-es autóút tervezett, ám 2020-ban még törvénybe iktatott távlati tervként sem szereplő meghosszabbítása a 9-es főút, mely az M86-os autópálya keresztezésétől, Véptől haladna a 85-ös főútig, Peresztegig Sopron és a soproni határátkelő felé. Az út egyelőre nem rendelkezik nyomvonallal.

## Díjfizetés
Az M9-es autóút eddig megépült szakaszának használata teljes hosszában ingyenes.